# Venda do Pinheiro
Venda do Pinheiro é uma vila portuguesa do Município de Mafra que foi sede da extinta Freguesia de Venda do Pinheiro, freguesia que tinha 11,69 km² de área e 8 146 habitantes (2011).
A Freguesia de Venda do Pinheiro foi extinta (agregada) pela reorganização administrativa de 2012/2013, tendo o seu território sido agregado ao da Freguesia de Santo Estêvão das Galés para criar a União das Freguesias de Venda do Pinheiro e Santo Estêvão das Galés.
A Freguesia de Venda do Pinheiro fora criada em 1985, por desanexação da freguesia de Milharado (que em virtude disso passou a ser uma das poucas freguesias portuguesas territorialmente descontínuas, com um exclave).
A povoação da Venda do Pinheiro foi elevada à categoria de Vila em 12 de dezembro de 2024, em plenário da Assembleia da República, tendo sido aprovada por unanimidade.
Em 28 de janeiro de 2025 é publicada no Diário da República nº 19 - 1ª série, a Lei nº5/2025, que aprova a elevação da povoação da Venda do Pinheiro à categoria de vila.
Aprovação na Assembleia da República da elevação a Vila (Vídeo)

## População
| População da freguesia da Venda do Pinheiro | População da freguesia da Venda do Pinheiro | População da freguesia da Venda do Pinheiro | População da freguesia da Venda do Pinheiro | População da freguesia da Venda do Pinheiro | População da freguesia da Venda do Pinheiro | População da freguesia da Venda do Pinheiro | População da freguesia da Venda do Pinheiro | População da freguesia da Venda do Pinheiro | População da freguesia da Venda do Pinheiro | População da freguesia da Venda do Pinheiro | População da freguesia da Venda do Pinheiro | População da freguesia da Venda do Pinheiro | População da freguesia da Venda do Pinheiro | População da freguesia da Venda do Pinheiro |
| ------------------------------------------- | ------------------------------------------- | ------------------------------------------- | ------------------------------------------- | ------------------------------------------- | ------------------------------------------- | ------------------------------------------- | ------------------------------------------- | ------------------------------------------- | ------------------------------------------- | ------------------------------------------- | ------------------------------------------- | ------------------------------------------- | ------------------------------------------- | ------------------------------------------- |
| 1864                                        | 1878                                        | 1890                                        | 1900                                        | 1911                                        | 1920                                        | 1930                                        | 1940                                        | 1950                                        | 1960                                        | 1970                                        | 1981                                        | 1991                                        | 2001                                        | 2011                                        |
|                                             |                                             |                                             |                                             |                                             |                                             |                                             |                                             |                                             |                                             |                                             |                                             | 3 875                                       | 4 660                                       | 8 146                                       |

Criada pela Lei n.º 88/85  ,  de 4 de Outubro, com lugares da freguesia de Milharado.

## Símbolos heráldicos da antiga freguesia

### Ordenação heráldica do brasão, bandeira e selo
Brasão: escudo de ouro, pinheiro arrancado de verde e frutado do campo; campanha ondada de azul e prata. Coroa mural de prata de três torres. Listel branco, com a legenda a negro: “VENDA do PINHEIRO”.
Bandeira: azul. Cordão e borlas de ouro e azul. Haste e lança de ouro.
Selo: nos termos da Lei, com a legenda: “Junta de Freguesia de Venda do Pinheiro – Mafra”.
Parecer emitido pela Comissão de Heráldica da Associação dos Arqueólogos Portugueses a 22 de Outubro de 1997, nos termos da Lei n.º 53/91, de 7 de Agosto.

### Justificação dos símbolos
- Pinheiro. Representa o topónimo da freguesia, “Venda do Pinheiro”.
- Campanha ondada. Representa o rio Lizandro que nasce na freguesia e o rio Trancão que atravessa a mesma.

## Aldeias da freguesia
- Charneca
- Asseiceira Grande
- Asseiceira Pequena
- Lapa
- Quinta da Mata
- Casal do Borralho
- Roussada
- Venda do Pinheiro (Vila)

## Santo Padroeiro
Nossa Senhora do Carmo foi durante muitos anos considerada a padroeira da Venda do Pinheiro, mas desde 1985, quando se tornou uma das então 17 freguesias de Mafra, agrupando as povoações da Asseiceira Grande, Asseiceira Pequena e Charneca, foi criada uma nova comunidade paroquial com a inauguração de uma igreja dedicada a Santo António, agora o padroeiro oficial, que também tinha grande tradição local.

## Curiosidades
É conhecida por ao longo dos anos, ter albergado os estúdios das galas de vários sucessos de TV como Big Brother Portugal, Casa dos Segredos, Uma Canção para Ti, A Tua Cara Não Me É Estranha, Dança com as Estrelas entre muitos outros sucessos da TVI.

## Educação
- Colégio Santo André
- E.B.1 da Venda do Pinheiro
- E.B.2,3 da Venda do Pinheiro
- J.I da Venda do Pinheiro
- J.I Beatriz Costa - Charneca